# Октреотид
Октреотид (торговое название Сандостатин и др.) — октапептид, который имитирует естественный соматостатин фармакологически, хотя он также является более мощным ингибитором гормона роста, глюкагона и инсулина, чем естественный гормон. Он был впервые синтезирован в 1979 году химиком Вилфридом Бауэром.

## Медицинское использование

### Опухоли
Октреотид используют для лечения лиц с опухолями, продуцирующими гормон роста, сопровождающимися акромегалией и гигантизмом, в случаях, когда противопоказано оперативное вмешательство; для лечения пациентов с опухолями гипофиза, которые секретируют тиреотропный гормон (thyrotropinoma); для терапии диареи и гиперемии, связанных с карциноидным синдромом у пациентов с опухолями, секретирующими вазоактивный кишечный пептид (VIPomas).

### Кровотечение из варикозно-расширенных вен пищевода
Октреотид часто дается внутривенно для лечения острого кровотечения из варикозно расширенных вен пищевода в печени, при циррозе печени на том основании, что он уменьшает портальное венозное давление, хотя имеющиеся данные позволяют предположить, что этот эффект является временным и не улучшает выживаемость.

### Радиоактивные метки
Октреотид используется в ядерной медицине для визуализации, при введении индия-111 (Octreoscan) для неинвазивного изображения нейроэндокринной и других опухолей, экспрессирующих рецепторы соматостатина. Также используются углерод-11, а также галлий-68, что позволяет увеличить чувствительность позитронно-эмиссионной томографии (ПЭТ).
Октреотид может также быть помечен различными радионуклидами, такими как иттрий-90 или лютеций-177, для лечения метастатической нейроэндокринной опухоли.

### Акромегалия
Октреотид также может быть использован при лечении Акромегалии, чрезмерного роста (GH).

### Кишечные свищи
Октреотид помогает в лечении свища за счет уменьшения секреции ЖКТ и ингибирующей ГИ перистальтики, таким образом, контролируя и снижая его выход. Однако, его действие не доказано и имеет множество побочных эффектов.

## Противопоказания
Октреотид не был должным образом изучен для лечения детей и беременных и кормящих женщин. Препарат дается в этих группах пациентов, только если риск-анализ положительный.

## Побочные эффекты
Наиболее частыми нежелательными эффектами (более 10 % пациентов) являются головная боль, гипотиреоз, изменения сердечной проводимости, желудочно-кишечные реакции (в том числе судороги, тошнота/рвота и диарея или запор), камни в желчном пузыре, снижение синтеза инсулина , гипергликемия или гипогликемия, и (обычно транзиторные) реакции в месте инъекции. Медленный сердечный ритм, кожные реакции, такие как зуд, гипербилирубинемия, гипотиреоз, головокружение и одышка также наблюдаются достаточно часто (более 1 %). Редкие побочные эффекты включают в себя острые анафилактические реакции, панкреатит и гепатит. В одном исследовании сообщалось о возможной ассоциации с ревматоидным артритом.
В некоторых исследованиях сообщается об алопеции у пациентов, которые получали терапию октреотидом. У крыс, которые были обработаны октреотидом, были обнаружены признаки эректильной дисфункции в 1998.

Длительный интервал QT наблюдался у пациентов, но неясно, является ли это реакцией на препарат или это признак заболеваний.

## Передозировка
Октреотид является полезным в управлении передозировкой сульфонилмочевины, сахароснижающих препаратов, при рецидивирующем или рефрактерном парентеральном декстрозе. Механизмом действия является подавление секреции инсулина.

## Взаимодействие
Октреотид может снижать кишечную резорбцию циклоспорина, возможно, придётся увеличить его дозу. Сильно взаимодействует с инсулином . биодоступность бромокриптина увеличивается; Применять его надо с осторожностью

## Фармакология
Поскольку октреотид напоминает соматостатин в физиологических процессах, он может:
- подавлять секрецию многих гормонов, таких как гастрин, холецистокинин, глюкагон, гормон роста, инсулин, секретин, панкреатический полипептид, ТТГ, и вазоактивного интестинального пептида,
- уменьшает секрецию жидкости в кишечнике и поджелудочной железе,
- снижать моторику ЖКТ и торможение сокращения желчного пузыря,
- подавляют действие некоторых гормонов из передней доли гипофиза,
- причиной вазоконстрикции в сосудах, и
- снизить давление сосудов при кровотечении варикозных узлов.

### Фармакокинетика
Октреотид быстро и полностью всасывается после подкожного применения. Максимальная плазменная концентрация достигается через 30 минут. В период полувыведения составляет 100 минут (1,7 часа) в среднем при применении подкожно; после внутривенной инъекции, вещество выводится в две фазы с периодом полураспада в 10 и 90 мин, соответственно.

## Исследования
Октреотид также используется не по прямому назначению для лечения тяжелой, рефрактерной диареи от других причин. Он используется в токсикологии для лечения длительных рецидивирующих гипогликемий . Он также был использован с разной степенью успеха у детей с незидобластозом для того чтобы помочь уменьшить гиперсекрецию инсулина.
Октреотид использовался экспериментально, чтобы лечить ожирение, особенно ожирение, вызванное поражениями гипоталамуса, области мозга, центральной регуляции потребления пищи и расхода энергии..
Лечебные свойства Октреотида также была исследованы у пациентов с болями от хронического панкреатита...
Небольшое исследование показало, что октреотид может быть эффективен при лечении идиопатической внутричерепной гипертензии.